# 赛义达·里沙维
赛义达·里沙维（阿拉伯语：‎；1970年—2015年2月4日），被约旦政府认为是自殺式襲擊者。她被约旦政府认为参与了安曼爆炸案，不过她身上的炸药带未能引爆。她被认为是伊拉克人。赛义达·里沙维后来被约旦当局抓获。她被约旦军事法庭判处死刑。她反对这一判决，但她的上訴在2007年1月被驳回。
2015年1月24日晚，伊斯兰国要求约旦释放里沙维以換取釋放日本記者後藤健二。2015年2月4日，因约旦飞行员米那·薩菲·優素福·卡薩斯貝被伊斯兰国杀害而與齊亞德·卡拉夫·卡布利同時被约旦政府处以绞刑。